# The Unnamed Feeling
«The Unnamed Feeling» és el vint-i-vuitè senzill de la banda estatunidenca Metallica, presentat com a tercer senzill de l'àlbum St. Anger el 12 de gener de 2004. Van realitzar un llançament especial per Austràlia i posteriorment també fou inclòs en un EP al Regne Unit.
Les lletres tracten sobre una sensació desconeguda que sent una persona quan s'apropa al límit de perdre el control, just abans d'entrar en estat d'ansietat.
El videoclip fou dirigit per The Malloys, on es mesclen imatges de la banda en una habitació buida virtual que es va empetitint al llarg de la cançó, i històries de diverses persones que pateixen aquesta sensació.
La portada del senzill mostra una figura que representa un monstre, però per l'edició exclusiva d'Austràlia van realitzar un concurs pels seguidors on podien realitzar la portada del senzill. La guanyadora fou una il·lustració aïllada d'un cor negre amb línies blanques i sobre un fons també blanc.

## Llista de cançons
| 1. | «The Unnamed Feeling»               | 7:10 |
| 2. | «The Four Horsemen» (directe)       | 5:30 |
| 3. | «Damage, Inc.» (directe)            | 4:59 |
| 4. | «Leper Messiah» (directe)           | 6:24 |
| 5. | «Motorbreath» (directe)             | 3:13 |
| 6. | «Ride the Lightning» (directe)      | 7:31 |
| 7. | «Hit the Lights» (directe)          | 4:10 |
| 8. | «The Unnamed Feeling» (CDROM vídeo) |      |

| 1. | «The Unnamed Feeling»                                    | 7:10 |
| 2. | «The Four Horsemen» (directe a Le Bataclan, París, 2003) | 5:31 |
| 3. | «Damage, Inc.» (directe a Le Bataclan, París, 2003)      | 5:00 |
| 4. | «The Unnamed Feeling» (CDROM vídeo)                      |      |

| 1. | «The Unnamed Feeling»                                     | 7:10 |
| 2. | «Hit the Lights» (directe a Le Trabendo, París, 2003)     | 4:10 |
| 3. | «Ride the Lightning» (directe a Le Bataclan, París, 2003) | 7:31 |
| 4. | «Motorbreath» (directe a Boule Noire, París, 2003)        | 3:13 |

| 1. | «The Unnamed Feeling»     | 7:10 |
| 2. | «Leper Messiah» (directe) | 6:24 |